# Alfredo Chaves (kommun)
Alfredo Chaves är en kommun i Brasilien.   Den ligger i delstaten Espírito Santo, i den sydöstra delen av landet, 900 km sydost om huvudstaden Brasília. Antalet invånare är 13 960.
Följande samhällen finns i Alfredo Chaves:
- Alfredo Chaves

I omgivningarna runt Alfredo Chaves växer i huvudsak städsegrön lövskog. Runt Alfredo Chaves är det ganska glesbefolkat, med 34 invånare per kvadratkilometer.